# Oczirbatyn Mjagmarsüren
Oczirbatyn Mjagmarsüren (ur. 15 kwietnia 1977 w Ułan Bator) – mongolska zapaśniczka w stylu wolnym. Zajęła 20 miejsce na mistrzostwach świata w 2001. Brązowa medalistka na igrzyskach azjatyckich w 2002. Zdobyła dwa brązowe medale w mistrzostwach Azji - w 2001 i 2005 roku.